# 1987 en musique classique
| \| • Retour à la chronologie générale de la musique classique • \| |
| Grèce • Rome • Haut Moyen Âge • VIIIe siècle • IXe siècle • Xe siècle • XIe siècle XIIe siècle • XIIIe siècle • XIVe siècle • XVe siècle • XVIe siècle • XVIIe siècle XVIIIe siècle • XIXe siècle • XXe siècle • XXIe siècle |
| • Retour à la chronologie générale de la musique classique • |

| Années en musique classique : 1984 - 1985 - 1986 - 1987 - 1988 - 1989 - 1990    |
| Décennies en musique classique : 1950 - 1960 - 1970 - 1980 - 1990 - 2000 - 2010 |

## Événements

### Créations
- 20 avril : Première de Six Marimbas de Steve Reich à New York.
- 25 avril : Création de Jupiter de Philippe Manoury à Paris (IRCAM).
- 20 mai : Nymphéa de Kaija Saariaho à New York.
- 19 juillet : Création de Totus tuus de Henryk Górecki à Włocławek en Pologne à l'occasion de la visite du pape Jean-Paul II.
- 10 septembre : Création mondiale de Miserere de Henryk Górecki à Włocławek en Pologne après six années de censure.
- 7 octobre : Première de The Four Sections de Steve Reich à San Francisco  par le San Francisco Symphony sous la direction de Michael Tilson Thomas.
- 22 octobre : Première de Nixon in China de John Coolidge Adams au Houston Grand Opera sous la direction d'Edo de Waart, mis en scène par Peter Sellars et chorégraphié par Mark Morris.

#### Date indéterminée
- Tango-Études d'Astor Piazzolla

### Autres
- 1er janvier : concert du nouvel an de l'orchestre philharmonique de Vienne au Musikverein, dirigé par Herbert von Karajan.

#### Date indéterminée
- Dissolution du quatuor Amadeus après la mort de Peter Schidlof.
- Fondation de l'Orchestre symphonique de Mont-Royal, à la suite des célébrations entourant le 75e anniversaire de la ville de Mont-Royal, dans l'arrondissement de Montréal.
- Fondation de Anima Eterna, orchestre symphonique belge en résidence à Bruges.
- Fondation du Chœur de chambre de Namur.
- Fondation du Freiburger Barockorchester.

## Prix
- Andrei Nikolsky (Russie) remporte le 1er prix de piano du Concours musical international Reine-Élisabeth-de-Belgique.
- Thierry Huillet (France) remporte le 1er prix de piano du Concours international de piano de Cleveland.
- Lilya Zilberstein (Russie) remporte le 1er prix de piano du Concours international de piano Ferruccio Busoni.
- Leonard Bernstein reçoit le Prix Ernst von Siemens.
- Heinz Holliger reçoit le Léonie Sonning Music Award.
- Aribert Reimann reçoit le Prix Bach de la Ville libre et hanséatique de Hambourg.
- Harrison Birtwistle reçoit le Grawemeyer Award pour The Mask of Orpheus.

## Naissances

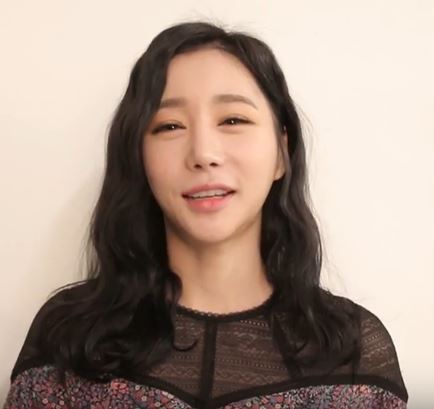
Zia Hyunsu Shin

Louis Schwizgebel-Wang

- 3 janvier : Olivia Gay, violoncelliste française.
- 8 février : Lise Davidsen, soprano norvégienne.
- 10 février : Yuja Wang, pianiste chinoise.
- 25 février : Adam Laloum, pianiste français.
- 16 juin : Ellen Nisbeth, altiste suédoise.
- 21 juin : Khatia Buniatishvili, pianiste géorgienne.
- 15 juillet : Stanisław Drzewiecki, pianiste polonais.
- 16 juillet : Hyun Su Shin, violoniste coréenne, premier prix du Concours international Marguerite-Long-Jacques-Thibaud en 2008.
- 17 juillet : Eva Zaïcik, mezzo-soprano française.
- 29 juillet : Alissa Kolossova, mezzo-soprano russe.
- 18 août : Tine Thing Helseth, trompettiste norvégienne.
- 30 septembre : Aida Garifullina, mezzo-soprano russe.
- 15 novembre : Vanessa Benelli Mosell, pianiste italienne.
- 18 novembre : Chloé Briot, soprano française.
- 19 novembre : Louis Schwizgebel-Wang, pianiste suisse.
- 15 décembre : Hibiki Tamura, pianiste japonais, premier grand prix du Concours international Marguerite-Long-Jacques-Thibaud en 2007.
- 26 décembre : Joseph Moog, pianiste et compositeur allemand.
- 29 décembre : Tatiana Probst, soprano française.

### Date indéterminée
- Clément Dufour, flûtiste français.
- Nodoka Okisawa, cheffe d'orchestre japonaise.
- Pavel Svoboda, organiste tchèque.

## Décès

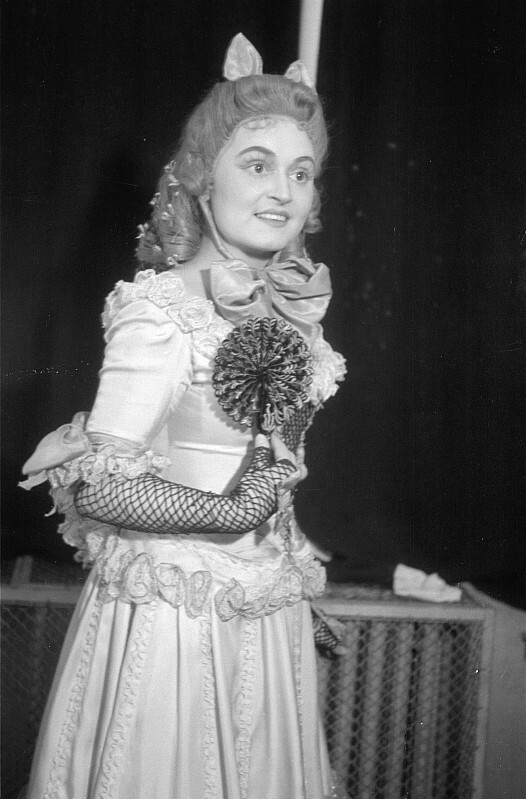
Rita Streich

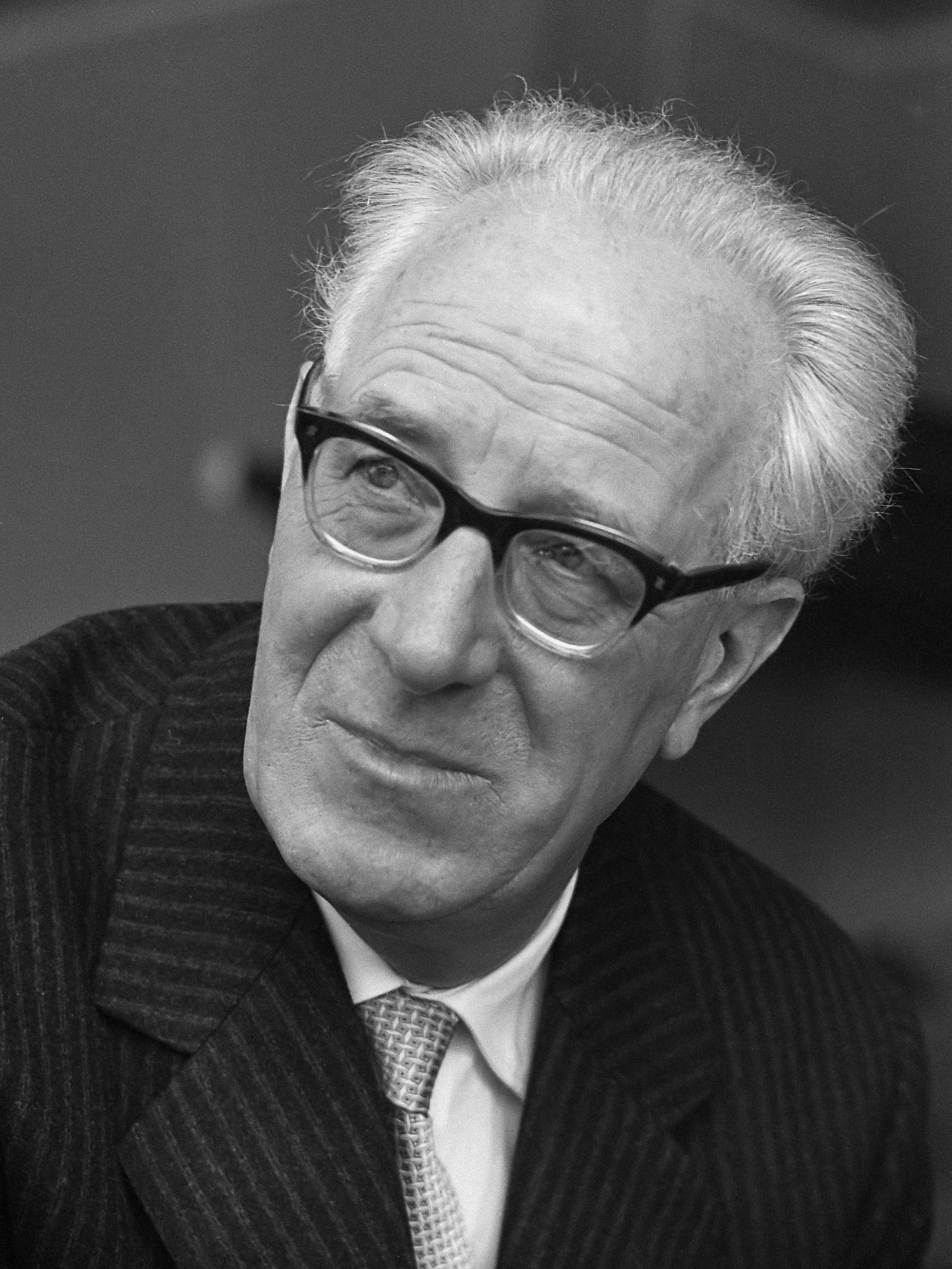
Eugen Jochum

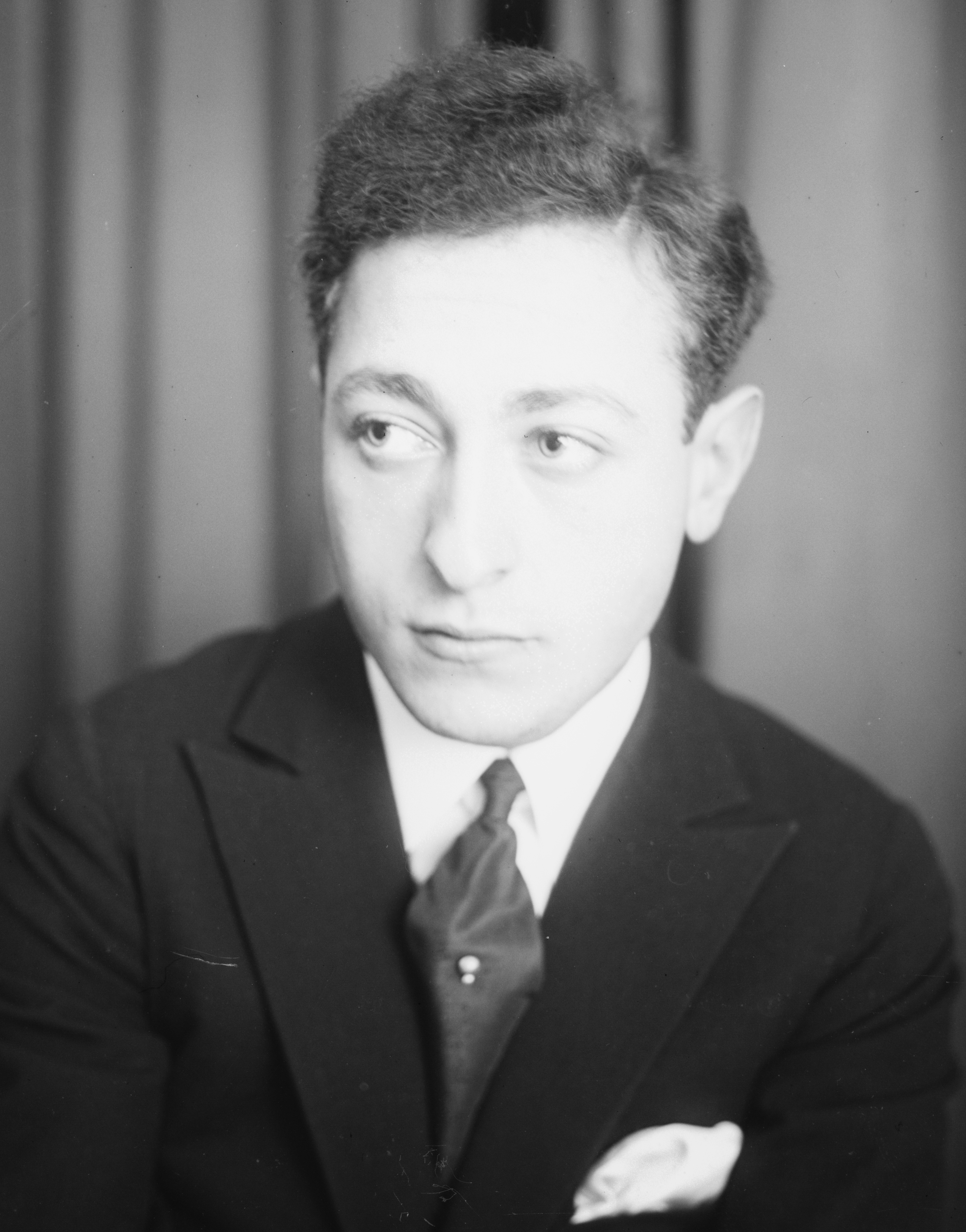
Jascha Heifetz

- 3 janvier : Konstantin Simeonov, chef d’orchestre russe (° 20 juin 1910).
- 31 janvier : Edmund J. Pendleton, musicien et compositeur (° 1er mars 1899).
- 10 février : Dobrin Petkov, chef d'orchestre bulgare (° 24 août 1923).
- 18 février : Dmitri Kabalevski, compositeur russe (° 30 décembre 1904).
- 11 mars : Roland Charmy, violoniste et professeur de musique français (° 12 janvier 1908).
- 12 mars : Micheline Kahn, harpiste et pianiste française (° 3 août 1889).
- 13 mars :
  - Gerald Moore, pianiste anglais (° 30 juillet 1899).
  - Finn Viderø, organiste et compositeur danois (° 15 août 1906).
- 18 mars : Elizabeth Poston, compositrice et pianiste anglaise (° 24 octobre 1905).
- 20 mars : Rita Streich, soprano allemande (° 18 décembre 1920).
- 26 mars : Eugen Jochum, chef d'orchestre allemand (° 1er novembre 1902).
- 29 mars : Felix Prohaska, chef d'orchestre autrichien (° 16 mai 1912).
- 14 avril : Karl Höller, compositeur allemand (° 25 juillet 1907).
- 4 mai : Tadashi Mori, flûtiste et chef d'orchestre japonais (° 14 décembre 1921).
- 14 mai : Julien Falk, compositeur français (° 7 janvier 1902).
- 23 mai : 
  - Karel Albert, compositeur belge (° 16 avril 1901).
  - Jacques Hivert, chanteur français, baryton Martin (° 4 décembre 1919).
- 26 mai : Emiliana de Zubeldia, compositrice et pianiste espagnole (° 6 décembre 1888).
- 2 juin : Andrés Segovia, guitariste espagnol (° 21 février 1893).
- 6 juin : Dmitri Klebanov, compositeur ukrainien (° 25 juillet 1907).
- 9 juin : Monique Haas, pianiste française (° 20 octobre 1909).
- 14 juin : Alfred Keller, compositeur suisse (° 5 janvier 1907).
- 21 juin : Abram Chasins, compositeur, pianiste, et musicologue américain (° 17 août 1903).
- 26 juin : 
  - Henk Badings, compositeur néerlandais (° 17 janvier 1907).
  - Gábor Rejtő, violoncelliste hongrois (° 23 janvier 1916).
- 30 juin : Federico Mompou, compositeur espagnol (° 16 avril 1893).
- 7 juillet :
  - André Burdino, ténor français (° 3 février 1891).
  - Germaine Thyssens-Valentin, pianiste (° 2 juillet 1902).
- 20 juillet : Arrigo Pelliccia, violoniste et altiste italien (° 20 février 1912).
- 27 juillet : Tibor Frešo, compositeur et chef d'orchestre slovaque (° 20 novembre 1918).
- 14 août : Vincent Persichetti, compositeur, pianiste et pédagogue américain (° 6 juin 1915).
- 15 août : Peter Schidlof, altiste austro-britannique (° 9 juillet 1922).
- 21 août : Angelo Francesco Lavagnino, compositeur et violoniste italien (° 22 février 1909).
- 3 septembre : Morton Feldman, compositeur américain (° 12 janvier 1926).
- 5 septembre : Wolfgang Fortner, compositeur allemand (° 2 octobre 1907).
- 9 septembre : Gunnar de Frumerie, compositeur et pianiste suédois (° 20 juillet 1908).
- 2 octobre : Maria Ivogün, soprano hongroise naturalisée allemande (° 18 novembre 1891).
- 3 octobre : Hans Gál, compositeur, professeur de musique et pianiste autrichien (° 5 août 1890).
- 13 octobre : Fela Sowande, compositeur nigérian (° 29 mai 1905).
- 14 octobre : Rodolfo Halffter, compositeur espagnol naturalisé mexicain (° 30 octobre 1900).
- 19 octobre : Jacqueline du Pré, violoncelliste britannique (° 26 janvier 1945).
- 23 octobre : Júlia Hajdú, compositrice et pianiste hongroise (° 8 septembre 1915).
- 6 novembre : Jean Rivier, compositeur français (° 21 juillet 1896).
- 14 novembre : Geneviève Dinand, pianiste française (° 10 août 1927).
- 19 novembre : Clara Petrella, soprano italienne (° 28 mars 1914).
- 23 novembre : 
  - Alton Adams, compositeur américain (° 4 novembre 1889).
  - Joseph Beer, compositeur autrichien (° 7 mai 1908).
- 26 novembre : Emmanuel Bondeville, compositeur français (° 29 octobre 1898).
- 4 décembre : Kurt Wöss, chef d'orchestre et musicologue autrichien (° 2 mai 1914).
- 8 décembre : 
  - Annelies Kupper, soprano allemande (° 21 juillet 1906).
  - Georges Tzipine, chef d'orchestre français (° 22 juin 1907).
- 10 décembre : Jascha Heifetz, violoniste russo-américain (° 2 février 1901).
- 14 décembre : Odette Godeau, harpiste française (° 8 mai 1895).

### Date indéterminée
- Hildegard Ranczak, soprano d'origine tchèque (° 20 décembre 1895).

Date indéterminée
- Georges Coutelen, clarinettiste classique français (° 1914).